# علی‌نعمت چهاردولی
علی‌نعمت چهاردولی (زاده ۱۳۴۶) سیاستمدار اهل ایران است. 
وی نمایندهٔ دورهٔ نهم مجلس شورای اسلامی و عضو کمیسیون عمران مجلس شورای اسلامی از حوزهٔ انتخابیهٔ ملایر در استان همدان است.
• علی نعمت چهاردولی در فروردین ماه سال ۱۳۴۶ هجری شمسی در روستای هزار جریب ملایر در خانواده‌ای مومن، مذهبی و زحمتکش دیده به جهان گشود.  پس از پایان تحصیلات متوسطه به ادامه تحصیل در مرکز تربیت معلم پرداخت و با اخذ مدرک فوق دیپلم در آموزش و پرورش استان همدان شروع به کار نمود و در‌‌ همان زمان راهی جبهه‌های نبرد حق علیه باطل گردید و بعد از فراغت از جبهه و جنگ با تلاش و جدیت در مقطع کار‌شناسی دانشگاه شهید بهشتی در رشته مشاوره پذیرفته و با رتبه ممتاز از این دانشگاه فارغ التحصیل شد.
سپس با قبولی در مقطع کار‌شناسی ارشد دانشگاه تربیت معلم تهران در رشته مشاوره با شوقی مضاعف برای خدمت بهتر و مفید‌تر به آینده سازان این مرز و بوم به ادامه تحصیل پرداخت و پس از پایان تحصیلات در راستای خدمت به علم و فرهنگ کشور عزیز خود در پست‌های مختلف به انجام وظیفه مشغول گردید.
سوابق آموزشی پیش از نمایندگی : 
در آموزش و پرورش استان همدان و شهرستان ملایر به عنوان معلم، مدیر مدارس ، کارشناس مشاوره، ریاست مرکز مشاوره استان همدان، کارشناس مسؤل اداره آموزش و پرورش، معاونت اداره آموزش و پرورش، مدیر مرکز مشاوره نمونه کشوری، محقق و پژوهشگر  •مدرس دوره های ضمن خدمت، معلم آموزش مداوم، دانشگاه تربیت معلم، پیام نور، آزاد و دولتی، دانشجوی ممتاز دوره کارشناسی دانشگاه شهید بهشتی
•رئیس مرکز مشاوره و خدمات روانشناختی  نمونه کشوری 
•نماینده مردم ملایر در مجلس شورای اسلامی، 
•عضو کمیسیون عمرانی مجلس 
•عضو هیئت مدیره کمیسیون عمران (دبیر اول و دوم)
•نایب رئیس کمیته فنی و اجرایی کمیسیون عمرانی مجلس
• عضو فراکسیون های (شهرداری و دهیاری های مجلس، فرهنگیان، ایثارگران، فرمانداری های ویژه، محیط زیست و…)
• شرکت در دوره های آموزشی مرتبط با کمیسیون عمران شامل دوره های آموزشی مدیریت بحران در کشورهای ترکیه،چین و همچنین دوره های آموزشی مدیریت شهری و مبلمان شهری  در چین و آلمان 
• عضو گروه دوستی پارلمانی کشورهای ژاپن، فیلیپین و کره
از تاریخ ۱۳۹۷/۵/۱ تاکنون
• عضو هیئت مدیره شرکت عمران شهر جدید پرند 
•نایب رئیس هیئت مدیره شرکت عمران شهر جدید پرند
```
 •نظارت بر اداره املاک و حقوقی شرکت عمران شهر جدید پرند 
```

•رئیس کمیته کارشناسی و  قیمت گذاری املاک شرکت عمران شهر جدید پرند،رئیس کمیته فروش عرصه،• شرکت در دوره های آموزشی مرتبط با سازمان مدیریت و برنامه ریزی استان تهران از جمله: کلیات پیشگیری از وقوع جرم، آشنایی با وظایف حراست، اصول و فنون مذاکره، شناسایی و استفاده از توانمندی ها و ظرفیت های ذهنی و .... 
سوابق نظارتی: 
• ناظر انتخابات شوراهای شهر و روستا از طرف فرمانداری شهرستان ملایر 
• ناظر انتخابات شوراهای شهر و روستای استان همدان از سوی  مجلس شورای اسلامی •ناظر بر شورای حل اختلاف استان همدان از سوی مجلس شورای اسلامی
•ناظر بر عملکرد سازمان مدیریت و برنامه ریزی استان همدان از سوی مجلس شورای اسلامی